# قاهر 313
قاهر 313 هو مخطط لإنتاج طائرة مقاتلة إيرانية ذات مقعد واحد بمميزات شبحية،من الجيل الخامس والتي أعلن عنها في 1 فبراير 2013 متزامنا مع ذکری انتصار الثورة الإسلامية. وقدم عرضا صحفيا حول المشروع من قبل الرئيس محمود أحمدي نجاد ووزير الدفاع أحمد وحيدي يوم 2 فبراير 2013.

## خصائص
إن مقاتلة قاهر صنعت علی ید الخبراء الإیرانیین فی وزارة الدفاع وإسناد القوات المسلحة.
ووفقا لتقرير وكالة فارس للأنباء شبه الرسمية "إن من ميزات الطائرة "المقطع العرضي الراداري الضئيل وكذلك القدرة على انجاز عمليات التحليق في مستويات منخفضة."إن واجهة الطائرة تم تصميمها بشكل يمكن الطائرة من التحليق بشكل جيد ولا يمكن أن تكشفها الرادارات.

وأضافت أنه "بوسع الطائرة استخدام أسلحة متطورة محلية الصنع وتحظى بقوة هجومية عالية، كما تمتلك القدرة على الهبوط والإقلاع في مدارج قصيرة.

## وصلات خارجية
- مراسم إزاحة الستار غن المقاتلة الإيرانية " قاهر 313 " على يوتيوب